# U-8号潜艇 (1911年)
陛下之8号潜艇是德意志帝国海军建造的一艘潜艇或称U艇。它由基尔的日耳曼尼亚船厂承建，自1909年5月19日开始铺设龙骨，1911年3月14日下水，至同年6月18日交付使用。U-8号是在第一次世界大战海战期间服役的329艘德国潜艇之一，并参加了大西洋潜艇战役。在其一次巡逻中，U-8号共击沉了5艘英国商船，容积总吨达15049吨。1915年3月4日，该艇因受困于防潜网而被迫浮出水面，并最终在英舰廓尔喀号和毛利号的夹击下自沉。

## 历史
U-8号的历任艇长分别为康拉德·甘泽以及阿尔弗雷德·施托施。在第一次世界大战期间参与的一次巡逻中，U-8号共击沉了5艘英国商船，容积总吨达15049吨。
1915年3月4日，U-8号在英吉利海峡向西航行，不慎卷入了英国人新布设的防潜网——这是仍在建设中的多佛尔屏障的组成部分。潜艇试图挣脱的努力未能成功，这引起了英国渔船罗布尔号（Robur）船员的注意，后者遂向皇家海军的一个猎潜小组发出提醒。猎潜小组由多佛尔巡逻队的以下驱逐舰组成：哥萨克号、隼号、幼鹿号、廓尔喀号、袋鼠号、利文号、毛利号、莫霍克号、努比亚号、塞壬号、尤尔号和维京号。廓尔卡号朝水下投入反潜炸弹，于傍晚18:00后不久命中U-8号并爆炸，从而导致了潜艇进水、照明和轮机装置故障以及内部起火。因此，该艇被迫浮出水面。时任艇长、海军上尉阿尔弗雷德·施托施随即下令船员弃艇。廓尔卡号与毛利号再持续对潜艇施以火炮攻击。U-8号终于在50°56′N 01°16′E / 50.933°N 1.267°E的方位沉没，其所有船员都被英国人救起。2015年6月，潜艇的螺旋桨被非法从残骸中取出，并归还予德国海军。它将在基尔附近的拉博海军纪念馆中展出。2016年7月，U-8号的残骸被正式定为受保护地点，由英格兰历史委员会负责管理。

## 其它
1915年3月4日，获救的施托施上尉及其军官应邀在英国补给舰傲慢号（HMS Arrogant）上共进晚餐。在那里，他们被英国人要求献唱了一首敌对英格兰的歌曲，这显然在很大程度上是受到了酒精的影响。

## 袭击历史摘要
| 日期          | 船名           | 船籍 | 吨位 | 结局 |
| ------------- | -------------- | ---- | ---- | ---- |
| 1915年2月23日 | 布兰克森山脊号 | 英国 | 2026 | 击沉 |
| 1915年2月23日 | 奥克比号       | 英国 | 1976 | 击沉 |
| 1915年2月24日 | 哈尔帕里翁号   | 英国 | 5867 | 击沉 |
| 1915年2月24日 | 巴拉那河号     | 英国 | 4015 | 击沉 |
| 1915年2月24日 | 西岸号         | 英国 | 1165 | 击沉 |

## 脚注
1. ↑  Gröner 1991，第4-6頁.
2. ↑  Helgason, Guðmundur. . German and Austrian U-boats of World War I - Kaiserliche Marine - Uboat.net.   [13 March 2015].
3. ↑  Helgason, Guðmundur. . German and Austrian U-boats of World War I - Kaiserliche Marine - Uboat.net.   [13 March 2015].
4. ↑  Herzog，第67頁.
5. ↑  The Sinking. Informationstext auf The U 8. Educational Virtual Dive （页面存档备份，存于）, abgerufen am 23. Juli 2018.
6. ↑  . BBC News. 16 June 2015  [18 June 2015]. （原始内容存档于2017-11-16）.
7. ↑  . Maritime and Coastguard Agency. 17 June 2015  [18 June 2015]. （原始内容存档于2018-02-23）.
8. ↑  . Dorset Echo (Newsquest Media). 22 July 2016  [24 July 2016]. （原始内容存档于2017-11-07）.
9. ↑  Kemp，第11頁.
10. ↑  Helgason, Guðmundur. . German and Austrian U-boats of World War I - Kaiserliche Marine - Uboat.net.   [19 February 2014].